# گولو، اوگاندا
گولو، اوگاندا (به لاتین: Gulu) یک شهر در اوگاندا است که در منطقه شمالی واقع شده‌است.

## خصوصیات
گولو ۱۵۲٬۲۷۶ نفر جمعیت دارد و ۱٬۱۰۰ متر بالاتر از سطح دریا واقع شده‌است.